# 人生模様
『人生模様』（じんせいもよう、O. Henry's Full House）は、1952年のアメリカのアンソロジー映画である。オー・ヘンリーによる5つの短編を、ヘンリー・コスター、ヘンリー・ハサウェイ、ジーン・ネグレスコ、ハワード・ホークス、ヘンリー・キングがそれぞれ監督した。音楽は全てアルフレッド・ニューマンが作曲した。

## スタッフとキャスト

### 「警官と賛美歌」The Cop and the Anthem
- 監督: ヘンリー・コスター
- 脚本: ラマー・トロッティ
- 撮影: ロイド・エイハーン（クレジット無し）
- 編集: ニック・ディマジオ（クレジット無し）
- 出演: チャールズ・ロートン、マリリン・モンロー、デヴィッド・ウェイン

### 「クラリオン・コール新聞」The Clarion Call
- 監督: ヘンリー・ハサウェイ
- 脚本: リチャード・L・ブリーン（英語版）
- 撮影: ルシアン・バラード（クレジット無し）
- 編集: ニック・ディマジオ（クレジット無し）
- 出演: デイル・ロバートソン（英語版）、リチャード・ウィドマーク

### 「最後の一葉」The Last Leaf
- 監督: ジーン・ネグレスコ
- 脚本: アイヴァン・ゴッフ（英語版）、ベン・ロバーツ（英語版）
- 撮影: ジョセフ・マクドナルド（クレジット無し）
- 編集: ニック・ディマジオ（クレジット無し）
- 出演: アン・バクスター、ジーン・ピーターズ、グレゴリー・ラトフ（英語版）

### 「赤い酋長の身代金」The Ransom of Red Chief
- 監督: ハワード・ホークス
- 脚本: チャールズ・レデラー（英語版）、ベン・ヘクト（クレジット無し）、ナナリー・ジョンソン（英語版）（クレジット無し）
- 撮影: ミルトン・R・クラスナー（クレジット無し）
- 編集: ウィリアム・B・マーフィー（クレジット無し）
- 出演: フレッド・アレン（英語版）、オスカー・レヴァント（英語版）、リー・アーカー（英語版）

### 「賢者の贈り物」The Gift of the Magi
- 監督: ヘンリー・キング
- 脚本: ウォルター・バロック、フィリップ・ダン（クレジット無し）
- 撮影: ジョセフ・マクドナルド（クレジット無し）
- 編集: バーバラ・マクリーン（英語版）（クレジット無し）
- 出演: ジーン・クレイン、ファーリー・グレンジャー